# Arabiska erövringen av Iberiska halvön

Muslimernas invasion av Iberiska halvön.

Den islamiska erövringen av Iberiska halvön, eller muslimska erövringen av Iberiska halvön (arabiska: فَتْحُ الأَنْدَلُس), syftar på det muslimska och arabiska Umayyadkalifatets erövring av Visigoternas rike på Iberiska halvön mellan 711 och 724, vilket var en del av den Islamiska expansionen. 
Under kalifatet under den sjätte umayyadiska kalifen al-Walid I (regent 705–715) avreste den berbiske militärbefälhavaren Tariq ibn Ziyad från Nordafrika i början av 711 och korsade Gibraltar sund, med en mindre styrka, för att inleda en militär expedition mot visigoterna i kungariket Toledo, som omfattade hela det tidigare territoriet av romerska Hispania. Efter att ha besegrat kung Roderik i slaget vid Guadalete i juli samma år, förstärktes Tariqs styrkor av en arabisk styrka ledd av hans överordnade wali Musa ibn Nusayr och fortsatte erövringen norrut. År 713 kapitulerade Theodemir, den visigotiska greven av Murcia, och år 715 utsågs Abd al-Aziz ibn Musa till den förste guvernören i Al-Andalus och utnämnde Sevilla till sin huvudstad.
Erövringen resulterade i nederlag för de visigotiska härskarna. Visigoterna utgjorde en mycket liten andel av den totala befolkningen i området. Erövringen ledde till upprättandet av Umayyad Wilayah av Al-Andalus och den påföljande kolonisationen och en delvis islamiseringen av Iberiska halvön, bildandet av Al-Andalus och den sju sekel långa reconquistan. Hela Iberiska halvön erövrades med undantag av en del av centrala norra delen, som bildade kungariket Asturien. År 717 hade umayyaderna invaderat Gallien för att inleda sina första räder in i Septimanien. År 719 erövrades Barcelona och Narbonne. Erövringen fortsatte från Iberiska halvön in till Sydfrankrike eftersom visigoternas rike hade sträckt sig in i Sydfrankrike där den slutligen stoppades i slaget vid Poitiers 732. Från 740 till 742 avbröts invasionen av uppror av berber. År 755 landsteg en abbasidisk styrka ledd av Yusuf ibn Abd al-Rahman al-Fihri  för att göra anspråk på territoriet och erövra det från Umayyaderna. År 781 hade Abd al-Rahman I krossat alla uppror och rivaler och konsoliderat styret över ett nästan helt återförenat Iberien. Den arabiska närvaron på iberiska halvön skulle kvarstå fram till 1492. Reconquistan, som syftade till att återta halvön för kristendomen, intensifierades i mitten av 1200-talet med påvens stöd. 

## Bakgrund
Historikern al-Tabari återgav en tradition som tillskrivs kalifen Uthman. Vägen till Konstantinopel går genom Hispania: Endast genom Spanien kan Konstantinopel erövras. Om du erövrar [Spanien] kommer du att dela belöningen för dem som erövrar [Konstantinopel]. Erövringen av Hispania följde på erövringen av Maghreb.  Historikern Walter Kaegi säger att Tabaris tradition är tvivelaktig. Kaegi menar att erövringen av de västra delarna av Medelhavet motiverades av militära, politiska och religiösa skäl inte för att underlätta en erövring av Konstantinopel. Han anser inte att det var en kursändring orsakad av muslimerna misslyckade försök att erövra Konstantinopel år 678.
Det exakta händelseförloppet på Iberiska halvön i början av 700-talet är osäkert. Det finns bara en samtida kristen källa, Mozarabiska krönikan från år 754, som slutar det året. Krönikan anses vara tillförlitlig men är ofta vag och svårtolkad på grund av sitt språk. Det finns inga samtida muslimska redogörelser, och senare muslimska sammanställningar, såsom Al-Maqqaris från 1600-talet, återspeglar senare ideologiskt inflytande. Roger Collins skriver att bristen på tidiga källor innebär att detaljerade specifika påståenden måste betraktas med stor försiktighet.
Umayyadernas erövring av Hispania från visigoterna skedde efter att visigoterna styrt i ungefär 300 år. Vid tiden för erövringen började den visigotiska staten att falla sönder då överklassens ständiga strider om tronföljden och uppror för att ta över makten präglade riket. Svagheten berodde också till stor del på att visigoterna bara utgjorde 1-2% av befolkningen i riket, vilket försvårade kontrollen över riket.
Härskare vid invasionen 711 var kung Roderik. Det är oklart hur han besteg tronen. Hans företrädare sägs ha dött en naturlig död men han var ung då han dog och ett mord kan inte uteslutas. Wittizas söner var ännu barn och omyndiga. Enligt uppgifter valdes Roderik till kung men det finns också uppgifter om en dispyt med Achila II, som enligt vissa osäkra påståenden var son till hans föregångare Wittiza. Senare kungalistor tar med Achila och utelämnar Roderik, vilket överensstämmer med den samtida skildringen av inbördeskriget. Numismatiska fynd tyder på en uppdelning av den kungliga makten, med flera olika myntpräglingar, och att Achila II förblev kung över Tarraconense (Ebrobäckenet) och Septimanien fram till cirka 713. Mozarabiska krönikan från 754 beskriver Roderik som en usurpator som vann lojalitet från andra goter genom bedrägeri. Den mindre tillförlitliga krönikan från slutet av 800-talet av Alfons III visar en tydlig fientlighet mot Oppa, biskop av Sevilla (eller Toledo). Oppa var troligen bror till Wittiza, som dyker upp i en osannolik heroisk dialog med Pelagius. Det finns också en berättelse om Julianus, greve av Ceuta, vars fru eller dotter våldtogs av Roderik och som sökte hjälp från Tanger.  Dessa berättelser finns dock inte med i de tidigaste redogörelserna för erövringen.
 

Musa ibn Nusayrs första spaningsuppdrag till Hispania återkom med rapporter om "stor prakt och skönhet", vilket ökade muslimernas önskan att invadera Hispania. Under en av de många räderna år 710 gjorde muslimerna inbrytningar på fastlandet, vilket gav ett rikt byte och flera fångar, som var så vackra att Musa och hans följeslagare aldrig hade sett maken till dem. Enligt Ahmad al-Maqqaris krönika, skriven 900 år senare, betraktade invånarna i Hispania berberna på ett liknande sätt som bysantinerna betraktade araberna, som barbarer, och fruktade en invasion av dem.
Närhelst några av de spridda berbstammar som bodde längs Afrikas norra kust råkade närma sig havsstranden, ökade grekernas fruktan och bestörtning, de flydde åt alla håll av rädsla för den hotande invasionen, och deras fruktan för berberna växte sig så stor att den inpräntades i deras natur. och blev senare ett framträdande drag i deras karaktär. Å andra sidan, då berberna hade blivit förtrogna med andalusbornas illvilja och hat mot dem, hatade och avundades de dem desto mer, vilket i viss mån var orsaken till att man ännu långt efteråt knappast kunde finna en berb som inte hjärtligt hatade en andalusier [folk av spansk/kristen härkomst]